# Elvis Now
Elvis Now es el cuadragésimo quinto álbum de estudio del músico y cantante estadounidense Elvis Presley, publicado por la compañía discográfica RCA Victor en febrero de 1972. El álbum recoge grabaciones realizadas a lo largo de tres años, e incluyó una versión del tema de The Beatles «Hey Jude» procedente de las sesiones en los American Studio de Memphis a comienzos de 1969. Por otra parte, «Sylvia» y «I Was Born Ten Thousand Years Ago» fueron grabadas durante unas sesiones en Nashville en junio de 1970, un fragmento de la segunda de ellas publicada en el álbum Elvis Country. El resto de las canciones proceden de sesiones organizadas en el RCA Studio B de Nashville entre marzo, mayo y junio de 1971.
El único sencillo extraído del álbum, «Until It's Time for You to Go», con «We Can Make the Morning» como cara B, alcanzó el puesto nueve en la lista Hot Adult Contemporary Tracks en marzo de 1972 y el cinco en la lista de sencillos del Reino Unido en abril del mismo año. El álbum fue certificado como disco de oro por la Recording Industry Association of America en marzo de 1992.
En 2010, FTD publicó una edición remasterizada con el material del álbum original más varios temas extra, procedentes de las sesiones de Nashville en 1971: dos sencillos, «I'm Leaving» y «It's Only Love», una cara B del sencillo «An American Trilogy», así como varios descartes, incluyendo una improvisación musical de «Don't Think Twice, It's All Right» de más de nueve minutos. 

## Lista de canciones
| Cara A |                                     |                             |          |  |
| N.º    | Título                              | Escritor(es)                | Duración |  |
| 1.     | «Help Me Make It Through the Night» | Kris Kristofferson          | 2:50     |  |
| 2.     | «Miracle of the Rosary»             | L. Deanson                  | 1:51     |  |
| 3.     | «Hey Jude»                          | John Lennon, Paul McCartney | 4:33     |  |
| 4.     | «Put Your Hand in the Hand»         | Gene MacLellan              | 3:17     |  |
| 5.     | «Until It's Time for You to Go»     | Buffy Sainte-Marie          | 4:01     |  |

| Cara B |                                              |                                 |          |  |
| N.º    | Título                                       | Escritor(es)                    | Duración |  |
| 1.     | «We Can Make The Morning»                    | Jay Ramsey                      | 3:56     |  |
| 2.     | «Early Mornin' Rain»                         | Gordon Lightfoot                | 2:57     |  |
| 3.     | «Sylvia»                                     | Geoff Stephens, Les Reed        | 3:20     |  |
| 4.     | «Fools Rush In (Where Angels Fear to Tread)» | Johnny Mercer, Rube Bloom       | 3:18     |  |
| 5.     | «I Was Born About Ten Thousand Years Ago»    | Tradicional, arr. Elvis Presley | 3:12     |  |

## Posición en listas
| País           | Lista                | Posición |
| -------------- | -------------------- | -------- |
| Estados Unidos | Billboard Pop Albums | 43       |
| Reino Unido    | UK Albums Chart      | 12       |